# دروان
دروان هي قرية في مقاطعة كرج، إيران. يقدر عدد سكانها بـ 182 نسمة بحسب إحصاء 2016.